# 2029年7月11日日食
2029年7月11日日食是一次日偏食，發生於2029年7月11日。新月當天（即朔日），地球上觀測到月球和太阳的角距離極小，此時月球如果恰好在月球交點附近，穿過太阳和地球之間，與地球、太阳接近一直線，則會出現日食。由於月球偏北或偏南，本影及偽本影從地球以北或以南經過而未接觸地表，只有半影覆蓋了地球北端或南端部分區域，形成日偏食。此次日偏食月球偏南，出現在南美洲南部和南極半島北部。
通常每年有2次日食，而2029年共有4次，全都是日偏食。本次日食是其中第三次，距上一次日食，2029年6月12日僅1個月。

## 日食概況

### 出現區域
本次日偏食可在巴塔哥尼亞地區、福克蘭群島及南極半島北部看到。

此次日偏食過程中月影在地表移動的動畫

### 基本參數
- 類型：日偏食
- 食分最大處（位於彼得一世島東北約540公里的南冰洋）資料：
  - 時間：2029年7月11日15:36:05.7
  - 地點：64°18′S 85°36′W / 64.3°S 85.6°W[3]
  - 食分：0.2304（日食帶內最大）[4]

## 相關的日食

### 2026-2029年的日食
月球交替位於相對的月球交點時，以半個交點年（食年），即約177天又4小時間隔出現下列日食。
| 日食列表  |           |           |           |           |           |           |           |           |           |           |           |
| 1997-2000 | 2000-2003 | 2004-2007 | 2008-2011 | 2011-2014 | 2015-2018 | 2018-2021 | 2022-2025 | 2026-2029 | 2029-2032 | 2033-2036 | 2036-2039 |

| 升交點                                                         | 升交點                   |          | 降交點                   | 降交點 |
| 沙羅周期                                                       | 地圖                     | 沙羅周期 | 地圖                     |        |
| 121                                                            | 2026年2月17日 環食       | 126      | 2026年8月12日 全食       |        |
| 131                                                            | 2027年2月6日 環食        | 136      | 2027年8月2日 全食        |        |
| 141                                                            | 2028年1月26日 環食       | 146      | 2028年7月22日 全食       |        |
| 151                                                            | 2029年1月14日 偏食（北） | 156      | 2029年7月11日 偏食（南） |        |
| 註：2029年6月12日和2029年12月5日的日偏食屬於下一組交點年系列。 |                          |          |                          |        |

### 沙羅周期
沙羅周期長度為18年11天。本次日食屬於沙羅周期156，共包含69次日食，依次為2011年7月1日至2137年9月15日的8次日偏食、2155年9月26日至3075年4月7日的52次日環食、3093年4月18日至3237年7月14日的9次日偏食，總共歷時1226.05年。本周期並無日全食。
下表列舉了21世紀屬於該周期的日食，是第1至5次：
| 1            | 2             | 3             |
| ------------ | ------------- | ------------- |
| 2011年7月1日 | 2029年7月11日 | 2047年7月22日 |
| 4            | 5             |               |
| 2065年8月2日 | 2083年8月13日 |               |

## 資料來源
1. ↑  樊忠玉. . 中国天文科普网.   [2018-02-02]. （原始内容存档于2014-09-17）.
2. ↑  Fred Espenak. . NASA Eclipse Web Site.   [2018-02-02]. （原始内容存档于2020-10-23）.（英文）
3. ↑  Fred Espenak. . NASA Eclipse Web Site.   [2018-02-02]. （原始内容存档于2020-10-22）.（英文）
4. ↑  Fred Espenak. . NASA Eclipse Web Site.   [2018-02-02]. （原始内容存档于2019-01-23）.（英文）
5. ↑  Fred Espenak. . NASA Eclipse Web Site.（英文）

## 外部連結
- NASA日食專頁（页面存档备份，存于）（英文）
- 可見區域圖和時間統計：由弗雷德·埃斯佩納克做出的日食預報，NASA/GSFC
  - 貝塞爾元素

| \| \| 日食 \|                             |                              |                                           |
| 上一次日食： 2029年6月12日日食 （日偏食） | 2029年7月11日日食 （日偏食） | 下一次日食： 2029年12月5日日食 （日偏食） |
| 上一次日偏食： 2029年6月12日日食          | 2029年7月11日日食 （日偏食） | 下一次日偏食： 2029年12月5日日食          |
|                                           | 日食                         |                                           |